# توماس اندرو نایت
توماس اندرو نایت (انگلیسی: Thomas Andrew Knight؛ ۱۲ اوت ۱۷۵۹ – ۱۱ مه ۱۸۳۸) دانشمند در زمینه گیاه‌شناسی اهل بریتانیا بود.
وی همچنین برندهٔ جوایزی همچون همکار انجمن سلطنتی و مدال کاپلی شده‌است.